# فيتزجيرالد توساينت
فيتزجيرالد توساينت (بالإنجليزية: Fitzgerald Toussaint)‏ هو لاعب كرة قدم أمريكية أمريكي، ولد في 4 مايو 1990 في إيست أورانج في الولايات المتحدة.

## وصلات خارجية
- فيتزجيرالد توساينت على موقع مرجع كرة القدم المحترفة.كوم (الإنجليزية)